# Edicola Radetzky

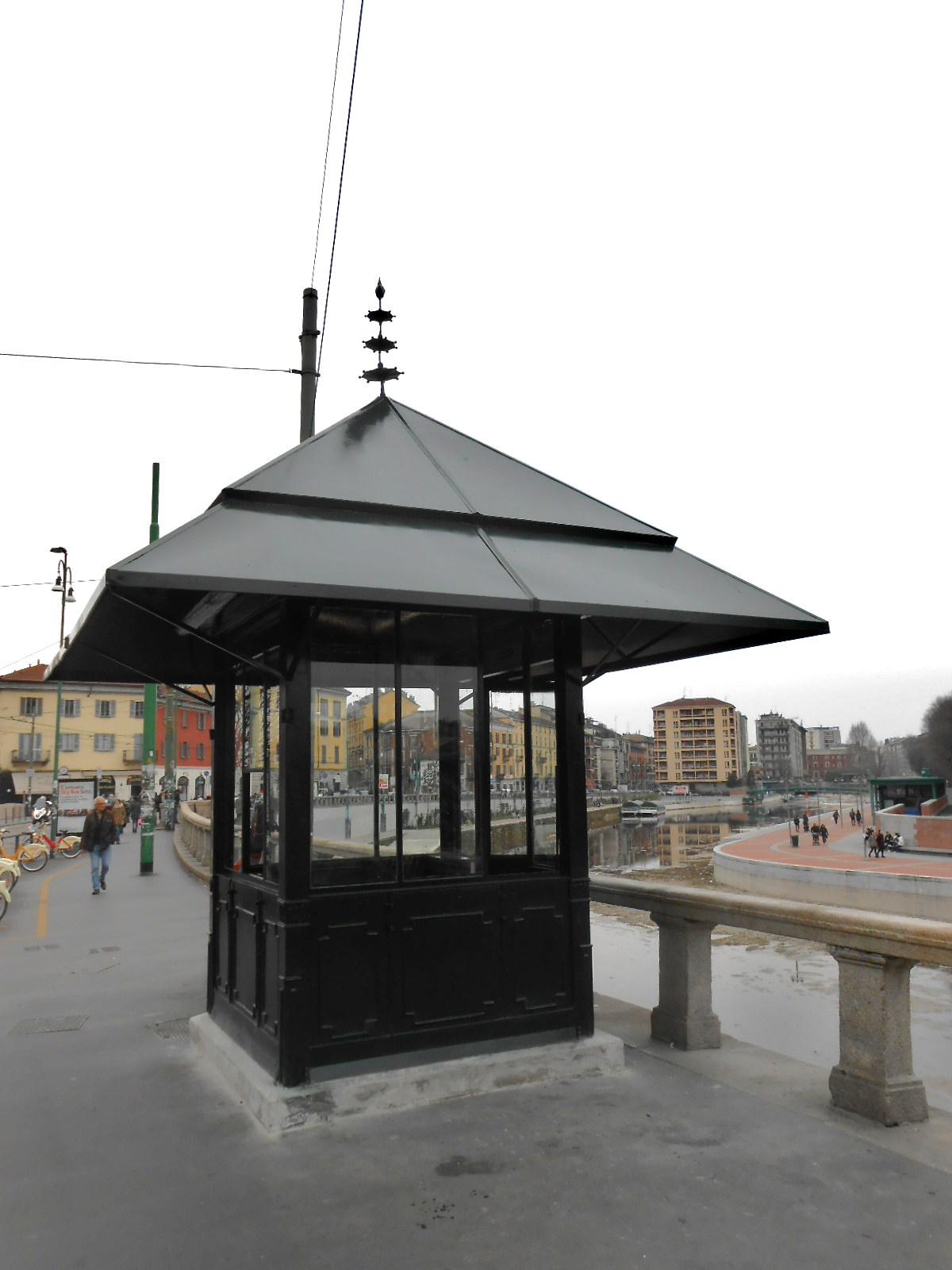
Edicola Radetzky

L'Edicola Radetzky è un chiosco in stile liberty in ferro e vetro, espressione di una tipologia di arredo urbano di cui a Milano rappresenta l'ultimo esemplare ancora visibile. Posizionata nella Darsena, in viale Gorizia, tra il ponte del Trofeo e il ponte dello Scodellino, è nata alla fine dell'Ottocento (secondo altre fonti nei primi anni del Novecento) come edicola, per poi ospitare, in seguito alla perdita dell'originaria funzione, le trasmissioni di una radio locale e, negli anni più recenti, un info point. Il nome con cui è registrata presso il comune di Milano, che ne è proprietario, deriva da una precedente struttura che ai tempi della dominazione austriaca ospitava gli annunci del governatore Radetzky. 
A seguito del progetto di riqualificazione che ha interessato la Darsena, l'Edicola Radetzky, dopo alcuni anni di abbandono, è stata affidata dal consiglio di municipio a Progetto Città Ideale, che ne ha curato il restauro per trasformarla dalla primavera del 2016 in sede di mostre d'arte contemporanea e altre attività culturali.

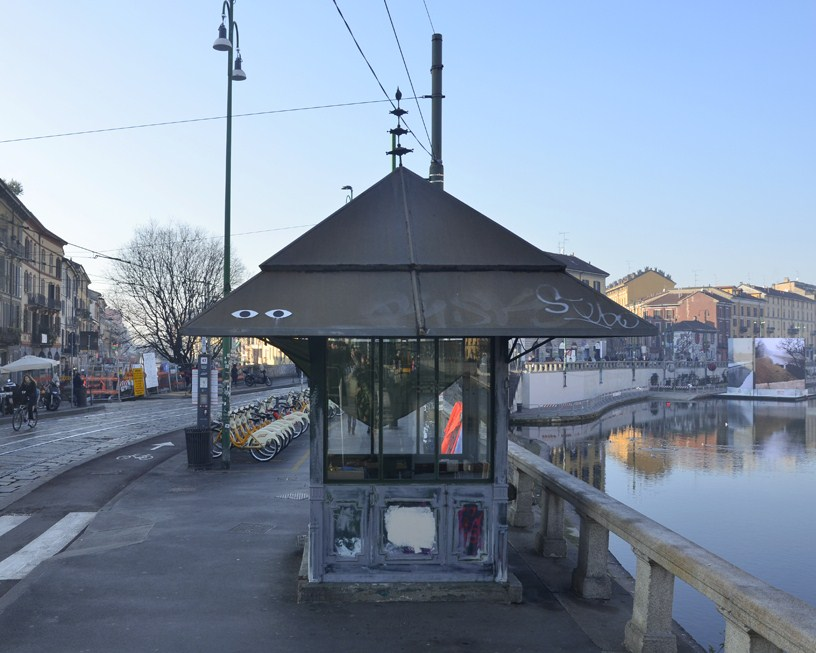
Edicola Radetzky durante il restauro